# Gemcitabina
Gencitabina é um análogo de nucleosídeo usado como quimioterápico. É comercializado com o nome de Gemzar pela Eli Lilly and Company.

## Farmacologia
Quimicamente, a gencitabina é um análogo de nucleosídeo no qual os átomos de hidrogênio do carbono 2' da desoxicitidina são substituídos por átomos de flúor.
Assim como a fluorouracila e outros análogos de pirimidinas, o trifosfato análogo da gencitabina substitui um dos blocos de construção dos ácidos nucleicos, nesse caso a citidina, durante a replicação do DNA. O processo contém o crescimento tumoral resultando em apoptose.
Um outro alvo da gencitabina é a enzima ribonucleotídeo redutase (RNR). O difosfato análago se liga ao sítio ativo da RNR e inativa a irreversibilidade enzimática. Uma vez que a RNR está inibida, a célula não pode produzir os desoxirribonucleotídeos requeridos para a replicação e o reparo do DNA, induzindo a célula à apoptose.